# Acaz
Segons la Bíblia, el Rei Acaz, de nom real Joahaz (en hebreu אחז בן-יותם Yehoahash ben Yotam) va ser el dotzè rei de Judà. Va regnar 16 anys entre 732-716 a.n.e. segons la cronologia tradicional, o entre 762-746 a.n.e. segons la cronologia bíblica. Acaz era fill de Jotam i va tenir un regnat plagat de problemes.

## Religió
Acaz va participar en fer sacrificis pagans, fins al punt de cremar al seu propi fill com a ofrena a la vall d'Hinnom.

## Conflictes militars
Síria i el regne septentrional d'Israel es van unir per atacar Judà des del nord. Els edomites, per la seva part, van aprofitar l'oportunitat per atacar des del sud-est, i els filisteus van envair des de l'oest. Es va perdre el valuós port d'Elat, al Golf d'Àqaba. Per altra banda, Zicrí, un poderós efraimita, va matar un fill del rei i dos dels seus homes principals en una incursió del Regne d'Israel que va resultar en la matança de 120.000 homes de Judà i en què al voltant de 200.000 fossin portats captius. Només gràcies a la intervenció del profeta Oded, amb el suport d'alguns homes principals d'Efraïm, va ser possible que s'alliberés aquests captius i que tornessin a Judà.
Acaz va optar per subornar Tiglat-Pilèsser III d'Assíria perquè acudís a ajudar-lo. L'alleujament que va poder suposar que l'ambiciós rei d'Assíria aixafés Síria i Israel va ser només temporal, ja que d'aquesta manera Acaz va posar Judá sota el pesant jou assiri.
Acaz va ser cridat a Damasc com a rei vassall per retre homenatge a Tiglat-Pilèsser III, i mentre hi va ser, el va impressionar l'altar pagà de la ciutat, ja que va copiar el seu disseny i va fer un igual per col·locar-lo davant del temple de Jerusalem. Llavors va gosar oferir sacrificis sobre aquest "gran altar" contrari a l'adoració de Jehovà. Mentrestant, va fer trossos gran part dels estris de coure del temple i va canviar altres coses del recinte del temple, tot "per causa del rei d'Assíria", potser per pagar el pesant tribut imposat sobre Judà o possiblement per amagar part de la riquesa del temple dels ambiciosos ulls assiris. Les portes del temple es van tancar i Acaz va fer altars pagans per tot Jerusalem.

## Final del regnat
Finalment, Acaz va morir, i malgrat haver estat enterrat com els seus avantpassats "a la ciutat de David" no es va col·locar el seu cos en les sepultures dels reis. El seu fill Ezequies seria el següent rei.